# Acido ximenico
L'acido ximenico è un acido grasso lineare con 26 atomi di carbonio e un doppio legame in configurazione cis, in posizione 17=18, descritto in notazione delta come 26:1Δ17c e con formula di struttura:
CH3(CH2)7-C=C-(CH2)15COOH. 
Contando gli atomi di carbonio partendo da quello del terminale metilico della molecola il doppio legame parte dal nono atomo, quindi l'acido ximenico appartiene al gruppo di acidi omega-9. 
Il suo nome IUPAC è: acido 17Z-esacosenoico.
Fu isolato per la prima volta, nel 1937, da S. Puntambekar e S. Krishna nell'olio (≈17%) di Ximenia americana, da cui prese il nome. Non deve essere confuso con l'acido ximeninico presente nell'olio della stessa pianta.

È stato individuato anche negli oli di nasturzio-Tropaeolum speciosum (≈7%), di Alyssoides bulgarica, Neolitsea sericea, Feronia elephantum (<1%).